# Бубник, Вацлав
Вацлав Бубник (чеш. Václav Bubník; 1 января 1926 — 23 марта 1990) — чехословацкий хоккеист, защитник.

## Биография
В 1949 году стал игроком клуба «Витковице» вместе с Владимиром Бузеком и Милославом Блажеком, занял в дебютном сезоне 2-е место с командой. Команда в дальнейшем продолжала выступать успешно, снова завоевав серебряные медали в сезоне 1950/1951 и выиграв в сезоне 1951/1952 первый титул чемпиона Чехословакии, а затем в сезоне 1952/1953 снова став второй. Последнюю медаль на клубном уровне — бронзового достоинства — Бубник выиграл в сезоне 1957/1958, продолжив уже тренерскую карьеру.
В составе сборной сыграл 64 матча и забросил 14 шайб. Дважды участник чемпионатов мира 1954 и 1955 годов, в 1955 году стал бронзовым призёром. Участник Олимпийских игр 1952 и 1956 годов. В 1964 году тренировал сборную Югославии на Олимпийских играх.